# Concierto homenaje a Taylor Hawkins
El Taylor hawkins tribute concert se celebró el 3 de septiembre de 2022 en el estadio Wembley de Londres, Inglaterra 6 meses después de la muerte de Taylor Hawkins y reunió a más de 90mil personas además de ser transmitido en vivo por todo el mundo a través de la señal de Mtv y Youtube 
Los ingresos generados por el concierto fueron donados a la ONG Music cares destinada a ayudar a aquellas personas que trabajan en la música o eventos en directo y que han caído afectados por problemas de salud mental y adicciones.
El concierto reunió a una gran lista de músicos y bandas de Rock: Foo Fighters (Dave Grohl, Nate Mendel, Pat Smear, Chris Shiflett, Rami Jaffee), Liam Gallagher, Paul McCartney, Brian May, Roger Taylor, Geddy Lee, Alex Lifeson, John Paul Jones, Josh Homme, Alain Johannes, Joe Walsh, Dale Peters, Jim Fox, Supergrass (Gaz Coombes, Mick Quinn, Danny Goffey), Chrissie Hynde, Martin Chambers, Wolfgang Van Halen, Nile Rodgers, Kesha, Travis Barker, Lars Ulrich, Brian Johnson, Stewart Copeland, Josh Freese, Omar Hakim, Rufus Taylor, Shane Hawkins, Nandi Bushell, Violet Grohl, Mark Ronson, Justin Hawkins, Greg Kurstin, Jason Falkner, Chris Chaney, Luke Spiller, Sam Ryder, Dave Chappelle.
Taylor Hawkins había fallecido el 25 de marzo de 2022 acausa de una sobredosis de diversos opioides entre otros fármacos momentos previos a la presentación de la banda en el Festival Estereo Picnic en la ciudad de Bogotá, en Colombia.

## Concierto
El concierto inicio en horas de la tarde con una retrospectiva de imágenes de la vida del baterista, posteriormente hubo un discurso previo, a cargo de Grohl. “Señoras y señores, esta noche estamos reunidos para celebrar la vida, la música y el amor de nuestro querido amigo, compañero de banda y hermano”. Y también aseguró que sería una “gigantesca” noche dedicada a una persona “gigantesca”, por eso instó al público a que cantarla o bailara si así lo sintiera con actuación. “También rían y lloren. Y hagan ruido porque él puede escucharnos”
El concierto que tuvo una duración aproximada de 6 horas, inicio a las 4:30 de la tarde con Liam Gallagher junto a Foo Fighters interpretando dos canciones de Oasis, Rock and Roll Star y Live forever. 
Posteriormente fueron sucediendose en el escenario todos los artistas invitados así como alineaciones improvisadas por varios de estos durante sus respectivas presentaciones, cerrando el evento con un setlist de las canciones de "Foo Figthers"
El 26 de Septiembre, 3 semanas después se celebró una segunda versión del concierto en la ciudad de Los Ángeles, Estados Unidos en el Kia Forum sumando algunos invitados adicionales a los que se presentaron en el concierto de Londres como Def Leppard, Alanis Morrisette, Chris Novoselic, entre otros.

## Preentaciones
1. ' Rock ‘N’ Roll Star – Foo Fighters y Liam Gallagher
2. 'Live Forever – Foo Fighters y Liam Gallagher
3. 'Let’s Dance – Nile Rodgers con Josh Homme
4. 'Modern Love – Nile Rodgers con Gaz Coombes
5. 'Psycho Killer – Chevy Metal y The Coattail Riders
6. 'Children Of The Revolution – Chevy Metal y The Coattail Riders con Kesha
7. 'Louise – The Coattail Riders con Justin Hawkins y Josh Freese
8. 'Range Rover Bitch – The Coattail Riders con Justin Hawkins y Josh Freese
9. 'It’s Over – The Coattail Riders con Justin Hawkins y Josh Freese
10. 'On Fire – Wolfgang Van Halen, Dave Grohl, Justin Hawkins y Josh Freese
11. 'Hot For Teacher – Wolfgang Van Halen, Dave Grohl, Justin Hawkins y Josh Freese
12. 'Last Goodbye – Violet Grohl, Dave Grohl, Alain Johannes, Chris Chaney, Greg Kurstin y Jason Falkner
13. 'Grace – Violet Grohl, Dave Grohl, Alain Johannes, Chris Chaney, Greg Kurstin y Jason Falkner
14. 'Richard III – Supergrass
15. 'Alright – Supergrass
16. 'Caught By The Fuzz – Supergrass
17. 'Goodbye Yellow Brick Road – Them Crooked Vultures
18. 'Gunman – Them Crooked Vultures
19. 'Long Slow Goodbye – Them Crooked Vultures
20. 'Precious – The Pretenders con Dave Grohl
21. 'Tattooed Love Boys – The Pretenders con Dave Grohl
22. 'Brass In Pocket – The Pretenders con Dave Grohl
23. 'Walk Away – James Gang
24. 'The Bomber – James Gang
25. 'Funk #49 – James Gang con Dave Grohl
26. 'Valerie – Violet Grohl, Mark Ronson, Chris Chaney, Jason Falkner
27. 'Back In Black – Brian Johnson, Lars Ulrich y Foo Fighters
28. 'Let There Be Rock – Brian Johnson, Lars Ulrich y Foo Fighters
29. 'Next To You – Stewart Copeland y Foo Fighters
30. 'Every Little Thing She Does Is Magic – Stewart Copeland y Foo Fighters
31. '2112 Part 1: Overture – Geddy Lee, Alex Lifeson, Dave Grohl
32. 'Working Man – Geddy Lee, Alex Lifeson, Dave Grohl
33. 'YYZ – Geddy Lee, Alex Lifeson y Omar Hakim
34. 'We WilL Rock You – Brian May, Roger Taylor, Rufus Taylor, Foo Fighters y Luke Spiller
35. 'I’m In Love With My Car – Brian May, Roger Taylor, Rufus Taylor y Foo Fighters
36. 'Under Pressure – Brian May, Roger Taylor, Rufus Taylor, Foo Fighters y Justin Hawkins
37. 'Somebody To Love – Brian May, Roger Taylor, Rufus Taylor, Foo Fighters y Sam Ryder
38. 'Love Of My Life – Brian May
39. 'Times Like These – Foo Fighters y Josh Freese
40. 'All My Life – Foo Fighters y Josh Freese
41. 'The Pretender – Foo Fighters y Travis Barker
42. 'Monkey Wrench – Foo Fighters y Travis Barker
43. 'Learn To Fly – Foo Fighters y Nandi Bushell
44. 'These Days – Foo Fighters y Rufus Taylor
45. 'Best Of You – Foo Fighters y Rufus Taylor
46. 'Oh! Darling – Foo Fighters, Paul McCartney, Chrissie Hynde y Omar Hakim
47. 'Helter Skelter – Foo Fighters, Paul McCartney y Omar Hakim
48. 'Aurora – Foo Fighters y Omar Hakim
49. 'My Hero – Foo Fighters y Oliver Shane Hawkins
50. 'Everlong – Dave Grohl